# Historia Żydów w Brudzewie
Żydzi w Brudzewie osiedlili się prawdopodobnie w XVIII wieku.
Przywilej Piotra Łaszcza z 1621 roku zezwalał na osiedlanie się w mieście ludności pochodzenia żydowskiego. Ciężko jednak ustalić, kiedy w Brudzewie rzeczywiście pojawili się Żydzi. Pierwsze potwierdzone dane pochodzą z 1775 roku i podają, że wówczas mieszkało tutaj trzech Żydów. W tamtym okresie byli oni obciążeni podatkiem pogłównym.
W 1811 roku w Brudzewie mieszkało 16 Żydów, zaś w 1827 roku już 31 Żydów. Żydzi mieszkający w Brudzewie trudnili się przede wszystkim handlem i rzemiosłem.
W 1941 roku Żydzi mieszkający w Brudzewie zostali przetransportowani do getta wiejskiego Czachulec, skąd prawie wszyscy trafili do ośrodka zagłady w Chełmnie nad Nerem.